# 雪合戦アジアカップ
雪合戦アジアカップ（ゆきがっせんアジアカップ）は、2019年に始まったJTBと群馬県みなかみ町観光協会主催の雪合戦の国際大会（アジアカップ）。

## 概要
競技は、国際ルールを基に行われる。JTBとみなかみ町観光協会主催で2019年に始まった。試合は8チームがトーナメント形式で競い、相手チームの全員に雪玉を当てたり相手陣地の旗を先に奪ったりした方が勝ちとなる。